# Venezuela i olympiska sommarspelen 1996
Venezuela deltog i de olympiska sommarspelen 1996 med en trupp bestående av 39 deltagare, men ingen av landets deltagare erövrade någon medalj.

## Bordtennis
Damsingel
- Fabiola Ramos

## Boxning
Bantamvikt
- Carlos Barreto
  - Första omgången — Besegrade Aleksandar Khristov (Bulgarien), 9-3
  - Andra omgången — Förlorade mot Vichairachanon Khadpo (Thailand), 6-14

Supertungvikt
- Jesús Guevara
  - Första omgången — Förlorade mot Josué Blocus (Frankrike), domaren stoppade matchen

## Brottning
Lätt flugvikt, grekisk-romersk
- José Ochoa

Fjädervikt, grekisk-romersk
- Winston Santos

Weltervikt, grekisk-romersk
- Nestor García

Mellanvikt, grekisk-romersk
- Elias Marcano

Tungvikt, grekisk-romersk
- Emilio Suárez

Mellanvikt, fristil
- Luis Varela

## Cykling
Herrarnas linjelopp
- Hussein Monsalve
- Manuel Guevara
- Rubén Abreu
- Carlos Maya
- José Balaustre

Damernas sprint
- Daniela Larreal

Damernas poänglopp
- Daniela Larreal

## Friidrott
Herrarnas maraton
- Rubén Maza — 2:23.24 (→ 59:e plats)
- Carlos Tarazona — 2:32.35 (→ 89:e plats)

Herrarnas 3 000 meter hinder
- Néstor Nieves
  - Heat — 8:47.34 (→ gick inte vidare)

Herrarnas kulstötning
- Yojer Medina

## Fäktning
Herrarnas florett
- Carlos Rodríguez
- Rafael Suárez
- Alfredo Pérez

Herrarnas florett, lag
- Carlos Rodríguez
- Rafael Suárez
- Alfredo Pérez

Herrarnas sabel
- Carlos Bravo

## Judo
Damernas halv lättvikt (-52 kg)
- Katty Santaella

Damernas halv mellanvikt (-61 kg)
- Xiomara Griffith

Damernas halv tungvikt (-72 kg)
- Francis Gómez

## Segling
Herrar
| Seglare          | Gren    | Lopp | Lopp | Lopp | Lopp | Lopp | Lopp | Lopp | Lopp | Lopp | Nettopoäng | Slutlig placering |
| Seglare          | Gren    | 1    | 2    | 3    | 4    | 5    | 6    | 7    | 8    | 9    | Nettopoäng | Slutlig placering |
| ---------------- | ------- | ---- | ---- | ---- | ---- | ---- | ---- | ---- | ---- | ---- | ---------- | ----------------- |
| Roland Milošević | Mistral | 12   | 30   | 28   | 47   | 18   | 26   | 20   | 33   | 21   | 155        | 26                |

## Simhopp
| Hoppare        | Gren           | Kval   | Kval      | Semifinal        | Semifinal        | Final            | Final            |
| Hoppare        | Gren           | Poäng  | Placering | Poäng            | Placering        | Poäng            | Placering        |
| -------------- | -------------- | ------ | --------- | ---------------- | ---------------- | ---------------- | ---------------- |
| Dario di Fazio | Herrarnas 3 m  | 317,04 | 25        | Gick inte vidare | Gick inte vidare | Gick inte vidare | Gick inte vidare |
| Dario di Fazio | Herrarnas 10 m | 307,02 | 25        | Gick inte vidare | Gick inte vidare | Gick inte vidare | Gick inte vidare |

## Tennis
| Spelare                             | Gren       | Omgång 1                           | Omgång 2                                         | Åttondelsfinaler  | Kvartsfinaler     | Semifinaler       | Final / BM        | Final / BM       |
| Spelare                             | Gren       | Motståndare Poäng                  | Motståndare Poäng                                | Motståndare Poäng | Motståndare Poäng | Motståndare Poäng | Motståndare Poäng | Placering        |
| ----------------------------------- | ---------- | ---------------------------------- | ------------------------------------------------ | ----------------- | ----------------- | ----------------- | ----------------- | ---------------- |
| Nicolas Pereira                     | Herrsingel | H Gumy (ARG) W 6–4, 6-0            | L Paes (IND) L 2–6, 3–6                          | Gick inte vidare  | Gick inte vidare  | Gick inte vidare  | Gick inte vidare  | Gick inte vidare |
| Jimy Szymanski                      | Herrsingel | W Black (ZIM) L 7–6(7–4), 4–6, 3-6 | Gick inte vidare                                 | Gick inte vidare  | Gick inte vidare  | Gick inte vidare  | Gick inte vidare  | Gick inte vidare |
| Juan-Carlos Bianchi Nicolas Pereira | Herrdubbel | i.u.                               | S Iwabuchi / T Suzuki (JPN) L 6–4, 6–7(5–7), 6-8 | Gick inte vidare  | Gick inte vidare  | Gick inte vidare  | Gick inte vidare  | Gick inte vidare |